# Roberto Appratto
Roberto Appratto (* 28. August 1950 in Montevideo, Uruguay) ist ein uruguayischer Schriftsteller und Literaturkritiker.
Appratto, der 1974 ein Literaturstudium am Instituto de Profesores Artigas (IPA) erfolgreich beendete, war dort seit 1991 auch als Dozent im Bereich der Literaturtheorie sowie als Lehrer für die Sekundarstufe tätig.
Von 1975 bis 1979 war Appratto Literaturkritiker der Zeitschrift Maldoror, anschließend übernahm er den gleichen Bereich bis 1981 in der La Plaza und war in dieser Sparte auch für die Wochenzeitung Jaque tätig. Von 1983 bis 1987 war er Filmkritiker der Zeitung Aquí. Bis 1998 arbeitete er auch für El País Cultural. 1998 wurde er im Rahmen des Wettbewerbs für unveröffentlichte Erzählungen der Intendencia Municipal von Montevideo ausgezeichnet. Vier Jahre später gewann er mit seinem Werk En el momento mismo den Ersten Preis dieses Wettbewerbs. 2007 erhielt er den Premio Nacional. In den Jahren 1974, 1975, 1979 und 1995 stehen für ihn Veröffentlichungen von kritischen Werken über Tschechov, Edgar Allan Poe, Jorge Luis Borges und E. E. Cummings zu Buche. Außerdem publizierte er fünf Romane und acht Gedichtbände.

## Veröffentlichungen (Auszug)
- 1978: Bienmirada
- 1983: Cambio de palabras
- 1986: Velocidad controlada
- 1991: Mirada circunstancial a un cielo sin nubes
- 1993: Intima (Roman)
- 1994: Cuerpos en pose
- 1995 Arenas movedizas
- 1996: Bárbara (Roman)
- 2004: Después
- 2004: La brisa (Roman)
- 2005: Levemente ondulado
- 2007: Se hizo de noche (Roman)
- 2008: 18 y Yaguarón (Roman)

## Auszeichnungen
- 1998: Preis im Rahmen des Wettbewerbs für unveröffentlichte Erzählungen der Intendencia Municipal von Montevideo
- 2002: Erster Preis im Rahmen des Wettbewerbs für unveröffentlichte Erzählungen der Intendencia Municipal von Montevideo
- 2007: Premio Nacional